# Angers SCO
Angers SCO (celým názvem Angers Sporting Club de l'Ouest) je francouzský fotbalový klub z města Angers v departementu Maine-et-Loire. Klub byl založen v roce 1919 (letopočet založení je i v logu klubu) a jeho domácím hřištěm je Stade Raymond Kopa s kapacitou 17 800 diváků.

## Čeští hráči v klubu
- Karel Michlovský – po skončení hráčské kariéry zde působil i jako hlavní trenér[3]

## Známí hráči
- Jean-Marie Aubry
- Marc Berdoll
- Stéphane Bruey
- Thierry Cygan
- Cédric Daury
- Jean-Pierre Dogliani
- Jean-Marc Guillou
- Kazimir Hnatow
- Raymond Kopa
- Guy Moussi
- Ulrich Ramé
- Steve Savidan
- André Strappe
- Jean Vincent
- Kévin Olimpa
- Amar Rouaï
- Paul Alo'o
- Fahid Ben Khalfallah
- Vili Ameršek
- Boško Antić
- Milan Damjanović
- Vladica Kovačević
- Claudiu Keserü